# 国际政治科学协会
國際政治科學協會（International Political Science Association，IPSA），是联合国教科文组织在1949年所創立的一個国际性的学术交流協會。 

## 历史
國際政治科學協會致力于世界各國在政治学的的进步。它成為了各國國家學術交流的一個橋樑，促进了老牌民主國家與新興民主國家的交流。其目的是要建立一个全球的政治科学界中，所有的學者都能夠参加，最近已扩大其在东欧和拉丁美洲的范围。